# Mercado de Trajano
Mercado de Trajano (em latim: Mercatus Traiani; em italiano:  Mercati di Traiano) é o nome moderno de um complexo de edifícios da época romana na cidade de Roma localizado na encosta do monte Quirinal. Desde 2007, a estrutura abriga o Museu dos Fóruns Imperiais ("Museo dei Fori Imperiali").
O complexo, que originalmente se estendia para além da moderna área arqueológica, locais que hoje são ocupados por prédios modernos, era utilizado principalmente como sede das atividades administrativas do Império Romano realizadas nos fóruns imperiais e apenas de forma limitada a atividades comerciais, possivelmente nos ambientes a céu aberto aos lados das ruas internas. Ele foi construído na mesma época que o Fórum de Trajano, no início do século II, para ocupar e sustentar um recorte realizado na encosta do monte Quirinal, é separado deste por uma estrada pavimentada com pedras. Seu formato segue o da êxedra semicircular do Fórum de Trajano em seis níveis diferentes.
As datas das estampas encontradas nos tijolos utilizados na obra indicam que sua construção ocorreu principalmente durante o reinado de Trajano e provavelmente também foi criação do arquiteto imperial, Apolodoro de Damasco. Mas é possível que o projeto já tenha sido concebido na época de Domiciano, quando começaram as obras de nivelamento no Quirinal.

## Descrição das partes do complexo
Os edifícios são separados entre si por uma via antiga que, já em período tardio, recebeu o nome de Via Biberatica, que segue pelo meio da encosta do monte Quirinal. A parte inferior, a partir do nível do Fórum de Trajano, compreende os edifícios do "Grande Semicírculo", com três andares e duas "salas de cabeceira" nas extremidades, e do "Pequeno Semicírculo", também com três andares. Duas escadas nas extremidades do Grande Semicírculo permitem o acesso aos níveis superiores e à Via Biberatica.
Acima da Via Biberatica está o "Corpo Central", com tabernas no nível da rua e outros três andares de ambientes internos, alguns particularmente elaborados e bem-cuidados. Na direção norte, a Via Biberatica faz uma curva, ladeando por cima o complexo da "Grande Sala" (Grande Aula): o amplo espaço central dominado por uma série de salas em dois andares é a entrada moderna para o monumento a partir da Via Quattro Novembre. Dali se chega à Via Biberatica e, a partir dela, através de passagens abertas na Idade Média, aos ambientes do Corpo Central. Para o sul da Via Biberatica se chega á moderna Via della Salita del Grillo, que segue um traçado antigo. Nos lados desta porção meridional da via está um lado isolado com ambientes pouco conservados e parcialmente reformados em épocas posteriores; do lado oposto está um andar superior de um outro bloco isolado separado por uma outra via antiga, proveniente diretamente do piso do Fórum, e ligado por escadas com a Via della Salita del Grillo. Do trecho central da Via Biberatica, uma escada permite o acesso à Via della Torre e ao Giardino delle Milizie, recentemente restaurado dos lados do Corpo Central, com outras estruturas do período romano sobre as quais foi construída a Torre delle Milizie no século XIII.

## Particularidades
O Mercado de Trajano é um complexo arquitetônico articulado que, utilizando a flexível técnica do opus latericium (concreto romano revestido por tijolos, aproveita dos os espaços disponíveis na encosta da colina. Esta articulação permite passar, com ampla folga, da disposição curvilínea da êxedra que circunda os pórticos do Fórum de Trajano, para a retilínea da malha urbana à volta. São numerosas as ligações internas entre os vários níveis (escalas, rampas etc.), o que resulta numa sistematização particularmente orgânica e coordenada um complexo construído sobre complexas condições de solo e terreno.

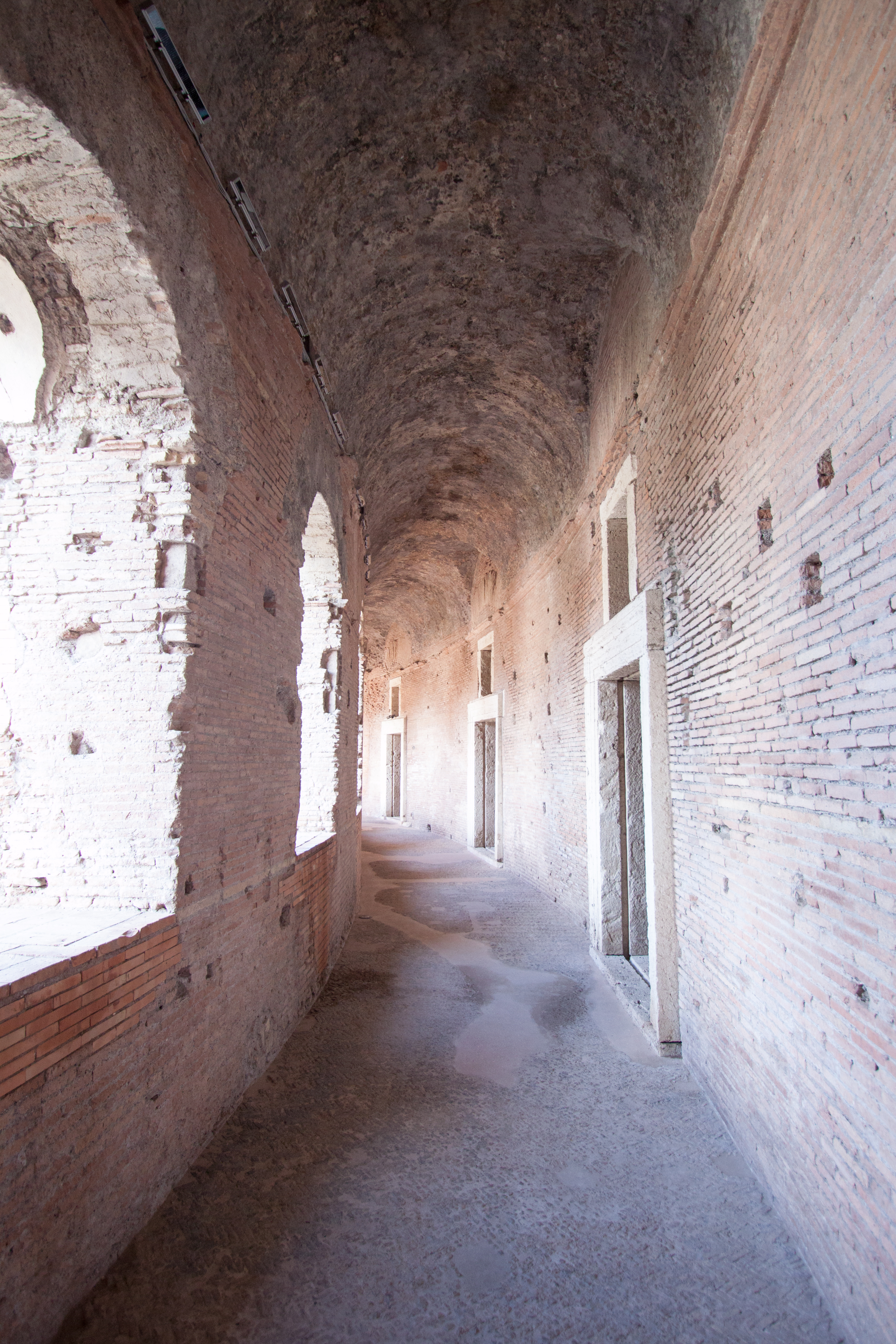
Vista de um dos corredores internos.

O acabamento em tijolos é notavelmente dotada também de um fino senso decorativo: em particular, na fachada do "Grande Semicírculo" uma ordem de lesenas enquadra as janelas do segundo andar, encimadas por frontões alternadamente triangulares e arcados, e flanqueados por dois meios tímpanos triangulares (timpano spezzato). Esta plano decorativo, muito admirado por diversos artistas do Renascimento, foi realizado com tijolos especificamente moldados (que também foram utilizados nas cornijas entre os andares em outras partes do complexo particularmente bem cuidadas). Exemplos mais antigos podem ser encontrados na arquitetura helenística (no "Palácio das Colunas" em Ptolemais, Cirenaica) e algumas pinturas do Segundo Estilo.
Os ambientes do Mercado eram cobertos por uma abóbada de berço e eram dotados de amplas portas com soleira, arquitrave e jamba em travertino encimada por uma pequena janela quadrada que ajudava a iluminar o ambiente e, possivelmente, um pequeno sotão de madeira no interior. Trata-se da forma mais típica dos ambientes comerciais romanos (tabernas), normalmente presentes no piso térreo das ínsulas romanas. Foi por conta destes ambientes que, no momento da descoberta, deram razão para a identificação do complexo como sendo um centro comercial, resultando no seu batismo moderno como "Mercado de Trajano".
Em todo o complexo, os ambientes eram anteriormente cobertos por abóbadas em alvenaria, das mais simples em abóbada de berço, passando pelas semicúpulas que cobriam os ambientes de maiores dimensões até o complexo sistema da "Grande Sala", com seis abóbada em cruzaria apoiadas em pilastras alargadas com prateleiras em travertino e flanqueadas nos andares superiores por ambientes que continham as forças laterais, ligadas à estrutura das abóbadas por arcos que permitiam a passagem no corredor na frente.
A pavimentação utilizada amplamente no local, sobretudo nas partes descobertas, era em opus spicatum, sobre o qual uma segunda camada em mosaico monocromático negro de pequenas tesselas de sílex: a sobreposição das duas camadas contribuiu para assegurar a impermeabilização dos ambientes inferiores.

## Funções
As funções comerciais, no passado atribuída ao complexo, eram entendidas no contexto das preocupações de Trajano a respeito da precária situação anonária da cidade (suprimento de cereais e distribuição de alimentos): o "Mercado" seria um ponto final de um gigantesco sistema de reabastecimento da capital, assegurado principalmente pela construção do Porto de Trajano em Fiumicino. A presença de numerosos ambientes similares a tabernas, em particular ao longo da via exterior, não é necessariamente indicativo de uma função comercial. Além disto, a via pavimentada deste percurso só era acessível através de escadas que ligavam os diferentes níveis e, portanto, não era acessível às carroças necessárias para o transporte das mercadorias.
Portanto, o monumento provavelmente servia como uma espécie de "centro multifuncional", onde se realizavam atividades públicas, especialmente de teor administrativo. A distribuição dos ambientes, suas estruturas de ligação e a articulação das vias interiores são sinais das variadas funções realizadas nos ambientes, como escritório ou arquivo, com estreita ligação com o complexo dos Fóruns Imperiais.
Nos ambientes do "Corpo Central" provavelmente ficava a sede do procurator Fori Divi Traiani, citado numa inscrição descoberta recentemente, responsável provavelmente da administração de todo o complexo.

## Museu dos Fóruns Imperiais (Museo dei Fori Imperiali)
O museu, cujo nome oficial é "Mercati di Traiano Museo dei Fori Imperiali", faz parte do sistema de museus cívicos da cidade de Roma. Inaugurado no outono de 2007, o museu tem por objetivo ilustrar a arquitetura antiga dos Fóruns Imperiais e também seus elementos decorativos, incluindo esculturas. Estão abrigados ali recomposições de partes de alguns edifícios antigos, realizadas com fragmentos originais, moldes e integrações modulares em pedra, seguindo a prática museográfica da reversibilidade, cuja função é restituir ao visitante a percepção da obra original tridimensionalmente e de apresentar a riqueza dos programas figurativos, instrumentos da propaganda oficial do Império Romano.
O percurso começa na "Grande Sala" ("Grande Aula") com uma introdução à área dos Fóruns Imperiais. No andar superior estão seções dedicadas ao Fórum de César e ao Templo de Marte Vingador do Fórum de Augusto ("Memoria dell'Antico"). No mesmo piso, o museu segue para o "Corpo Central", com uma seção dedicada ao Fórum de Augusto ilustrando sua função de "modelo" para os demais fóruns das capitais das províncias romanas.
Os ambientes da parte superior dos Mercados de Trajano foram objeto de importantes obras de restauração e conservação entre 2005 e 2007.

## Planimetria
| Planimetria dos fóruns imperiais de Roma |
| --- |
| Pórtico Curvo Pórtico Purpúreo Secretaria do Senado Plano de Mármore Templo da Via Sacra Biblioteca Vico Cúprio Arco de Trajano Arco de Druso Arco de Gêrmanico Pórtico Absidado Quadriga Estátua equestre Fórum de Trajano Mercado de Trajano Biblioteca Úlpia Coluna de Trajano Basílica Úlpia Basílica Argentária Templo de Marte Vingador Templo de Minerva Templo da Paz Fórum de César Templo da Vênus Genetrix Átrio da Liberdade Estátua equestre Fórum Romano Cúria Júlia Basílica Emília Subura Fórum de Nerva Fórum de Augusto Fórum da Paz |